# La Leçon de langue morte

La Leçon de langue morte est un roman de l’écrivain polonais Andrzej Kuśniewicz, publié en France en 1981. Le titre de l'édition originale en polonais est Lekcja martwego języka.

« Vous serez sans doute d’accord avec moi, docteur, si je dis que la chose la plus fascinante sur notre planète c’est la mort, celle qu’on examine, qu’on ausculte comme vous m’avez ausculté tout à l’heure, des deux côtés. Je pense, je ne sais pas si vous me comprenez, Herr Doktor, aussi bien au fait de la donner que de la subir. »

— Andrzej Kuśniewicz, La leçon de langue morte
Voici, en quelques mots, résumée toute la philosophie du livre. Celui qui s’exprime ainsi, le « héros » du roman, sait de quoi il parle : la fin de la Première Guerre mondiale approche, dans une petite bourgade des Carpates, le lieutenant Kiekeritz de l’armée autrichienne soigne ses poumons rongés par la tuberculose. Il n’a pas d’espoir de guérison, et la mort, il l’a donnée souvent à la tête de son escadron d'uhlans, en poursuivant des bandes de rebelles, mi-bandits, mi-partisans aux confins de l’Ukraine. 
Le décor de ces montagnes de la Galicie-Volhynie chères à l’auteur, somptueux et sauvage, c’est l’écrin majestueux nécessaire pour le drame qui se joue : la mort de l’oberleutnant Kiekeritz. C'est aussi une métaphore de la fin de l’empire austro-hongrois, du vieux monde qui s’écroule. C’est un décor peuplé d’êtres pittoresques et attachants : le conservateur des eaux et forêts, grand chasseur et grand coureur de jupons devant l’éternel ; l’infirmière ukrainienne aux « larges et lourdes mains blanches » spécialiste des ventouses ; l’aubergiste juif et quelques vieux du village dont les conversations commencent en polonais, mais finissent toujours en yiddish. 
Aoutons toutes ces ombres venues de souvenirs plus ou moins précis du lieutenant, car comme toujours dans ses romans, Kuśniewicz nous fait naviguer sans transition du présent vers le passé et vice versa : Salomé ou la Diane d’Ephèse, croisent une jeune religieuse rencontrée dans les Abruzzes.